# 澤野立次郎
澤野 立次郎 (さわの たつじろう、1932年(昭和7年) - 2012年(平成24年))は、昭和から平成の音楽教育者、日本吹奏楽指導者協会会長を務めた。

## 経歴
昭和7年(1932年)、静岡県掛川市に生まれる。昭和33年(1958年)東京芸術大学音楽部声楽科卒業。藤原歌劇団を経て河合楽器入社。昭和38年(1963年)東京吹奏楽団創立と同時に同団のマネージャーに就任。昭和57年(1982年)上野学園学務部主任として勤務。東京芸術大学の前身である東京音楽学校の初代校長の伊沢修二の研究に取り組む。
平成22年(2010年)日本吹奏楽指導者協会会長を務め、法人化に寄与した。平成24年(2012年)逝去。

## 略歴
- 平成22年(2010年)6月 - 平成24年(2012年) 日本吹奏楽指導者協会(JBA) 第12代会長

## 作曲
- 磐田市立大藤小学校校歌[3]

## 著書
- 編著
  - 『旋律聴音』ドレミ楽譜出版社、1998年。
  - 『基礎から実習ソルフェージュ 1 初級編』ドレミ楽譜出版社、1998年。
  - 『基礎から実習ソルフェージュ 2 中級編』ドレミ楽譜出版社、1998年。
  - 『基礎から実習ソルフェージュ 3 上級編』ドレミ楽譜出版社、1998年。
  - 『基礎から実習ソルフェージュ 1 初級編』ドレミ楽譜出版社、2000年。
  - 『基礎から実習ソルフェージュ 2 中級編』ドレミ楽譜出版社、2000年。
  - 『基礎から実習ソルフェージュ 3 上級編』ドレミ楽譜出版社、2000年。
  - 『明解・実用楽典』ドレミ楽譜出版社、2001年。
  - 『明解・実用楽典』ドレミ楽譜出版社、2002年。
  - 『明解・実用楽典』ドレミ楽譜出版社、2004年。
  - 『基礎から実習ソルフェージュ 1 前編』ドレミ楽譜出版社、2005年。
  - 『基礎から実習ソルフェージュ 2 後編』ドレミ楽譜出版社、2005年。
  - 『旋律聴音:実習CD付/基礎から実習 前編』ドレミ楽譜出版社、2009年。
  - 『旋律聴音:実習CD付/基礎から実習 後編』ドレミ楽譜出版社、2009年。
  - 『実用楽典:基礎から実習』ドレミ楽譜出版社、2009年。
  - 『実用楽典:基礎から実習』ドレミ楽譜出版社、2011年。
  - 『基礎から実習ソルフェージュ 1 前編』ドレミ楽譜出版社、2011年。
  - 『基礎から実習ソルフェージュ 2 後編』ドレミ楽譜出版社、2011年。
  - 『実用楽典:基礎から実習』ドレミ楽譜出版社、2017年。
  - 『旋律聴音:実習CD付/基礎から実習 前編〈リニューアル版〉』ドレミ楽譜出版社、2021年。
  - 『旋律聴音:実習CD付/基礎から実習 後編〈リニューアル版〉』ドレミ楽譜出版社、2021年。
  - 『実用楽典:基礎から実習［改訂版］』ドレミ楽譜出版社、2022年。